# 比爾·克勞

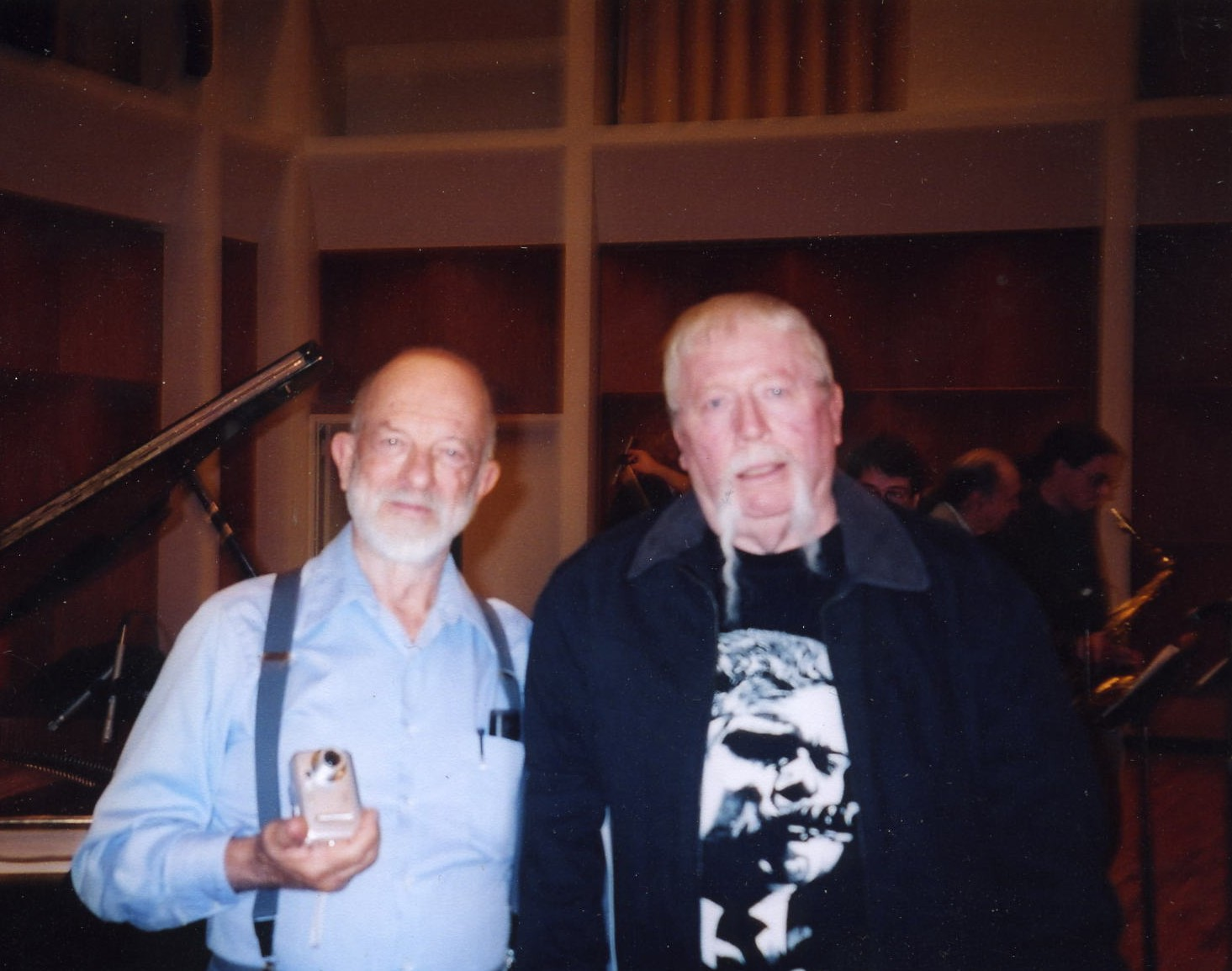
比爾·克勞與爵士樂鼓手 Dick Sheridan

比爾·克勞(Bill Crow) 是爵士樂貝斯手以及作家。
克勞曾與泰迪·查爾斯（Teddy Charles）、麥克·萊利(Mike Riley)、史坦·蓋茲 (Stan Getz)、艾爾·海格 (Al Haig)、克勞德·尚席爾(Claude Thornhill)、泰瑞·吉布斯 (Terry Gibbs)、瑪麗安·邁帕特蘭（Marian McPartland）、吉米·麥克帕特蘭(Jimmy McPartland)、傑瑞·穆勒根 (Gerry Mulligan) 、艾爾·康恩(Al Cohn)、 祖特·辛斯 (Zoot Sims)、鮑伯·布魯克梅爾 (Bob Brookmeyer)、克拉克．泰瑞(Clark Terry)、昆西·瓊斯、班尼·固德曼(Benny Goodman)、艾迪·康登 (Eddie Condon)、瓦特諾里斯 (Walter Norris)、美拉尼·達欽（Melanie Duchin）、喬·貝克（Joe Beck）、馬蒂·拿破崙(Marty Napoleon)與卡曼·雷吉歐(Carmen Leggio)等人合作。

## 出版書籍
- Jazz Anecdotes and a second edition, Jazz Anecdotes, Second Time Around
- From Birdland to Broadway

both published by Oxford University Press

## 相關聯結
- 官方網站 （页面存档备份，存于）